# 本家
本家（ほんけ）は、日本の荘園制における重層的土地支配構造（荘園公領制、職の体系を参照）上、最上位に位置づけられる土地の名義上の所有権者である。開発領主（かいほつりょうしゅ）から寄進を受けた領家から更に寄進を受けた院宮家、摂関家、大寺社が本家となっていた。別儀に宗家ともいう。

## 概要
平安時代中葉の10世紀後期から11世紀以降、地方の開発領主らは法的根拠に欠けた自らの私有地（荘園）を、国衙の収公から逃れるため受領層（中央の有力貴族や有力寺社）に寄進し、自らは荘官として土地の実効支配権を持ちながら、一定の税を寄進先の受領層に納めた（職権留保付寄進）。このとき、寄進を受けた者が領家である。領家は、開発領主を現地管理者として荘官に任命し、荘官を通じて、荘園からの収穫を地子として徴収したり、荘園内の百姓（荘民）に労役を課したり（公事）して、自らの収入とした。このような領家の持つ、荘園領主としての支配権や地子、公事等の収益権（作合（さくあい））を領家職といった。
しかし国司請負制により権限が強化された国司は、自領のように扱い始めた公領を増やすため、天皇の代替わりに際して「新政」として発布された荘園整理令を根拠とし、依然として収公を進めることが多く、領家の権威だけでは荘園の所有が維持できないケースが多く見られたため、より権威のある院宮家、摂関家、大寺社等の権門層へ領家から領家職の一部を寄進することが行われた。この場合の権門層の持つ作合を本家職といった。また、開発領主が直接権門層に荘園を寄進した場合、領家が存在せず本家のみの荘園となった。本家・領家のうち、荘園の実効支配権を持つ者を本所（ほんじょ）と呼んだ。本所が、荘園に係る権利・利益の一部を他の貴族へ付与し、その貴族を領家ということもあった。
時代が下ると荘官の武士化が始まり、鎌倉時代以降は、荘官が幕府から地頭に任じられる例も見られた。地頭は、これまでの重層的な土地支配関係を解消し、一元的な土地支配を指向するようになっていった。このような一元的支配を一円知行といい、東国を中心に地頭請が行われ始めた。一方で西国では百姓が地縁的な結合を強め、村落を形成し、地頭とは別個に荘園経営を請け負う百姓請が見られるようになった。また、地頭と荘園領主との間で作合を巡る争いの解決方策として下地中分が行われ始めた。
室町時代になると、守護の権力が強大化し、守護領国制の成立を目指して、在庁官人を含む鎌倉期の地頭、国人を被官化し、国衙や彼らの所持していた領地を掌握し始めた。この時期には守護が自国の領内における荘園の年貢（地子と公事の一本化したもの）を本家、領家に対して請け負う守護請が広まった。
この頃になると、職そのものが、本来の身分的な性格から単なる得分権となり、在地領主的な職を本家や領家が直接保持する場合や、その逆の場合が見られてきた。更に公武の利害関係を包括的に調整できる室町幕府の体制により、下地中分などによる荘園の再編成が進み、寺社本所による一円領や武家一円領が定着した。
戦国時代になると、守護大名に代わった戦国大名は、土地の一円知行をより進めていき、荘園制は崩壊した。最終的には太閤検地により、土地には直接の耕作者の権利しか認められなくなり、本家、領家という地位も消滅したことになる。